# Odontosia marumoi
Odontosia marumoi är en fjärilsart som beskrevs av Inoue 1955. Odontosia marumoi ingår i släktet Odontosia och familjen tandspinnare. Inga underarter finns listade i Catalogue of Life.